# Aerotucán

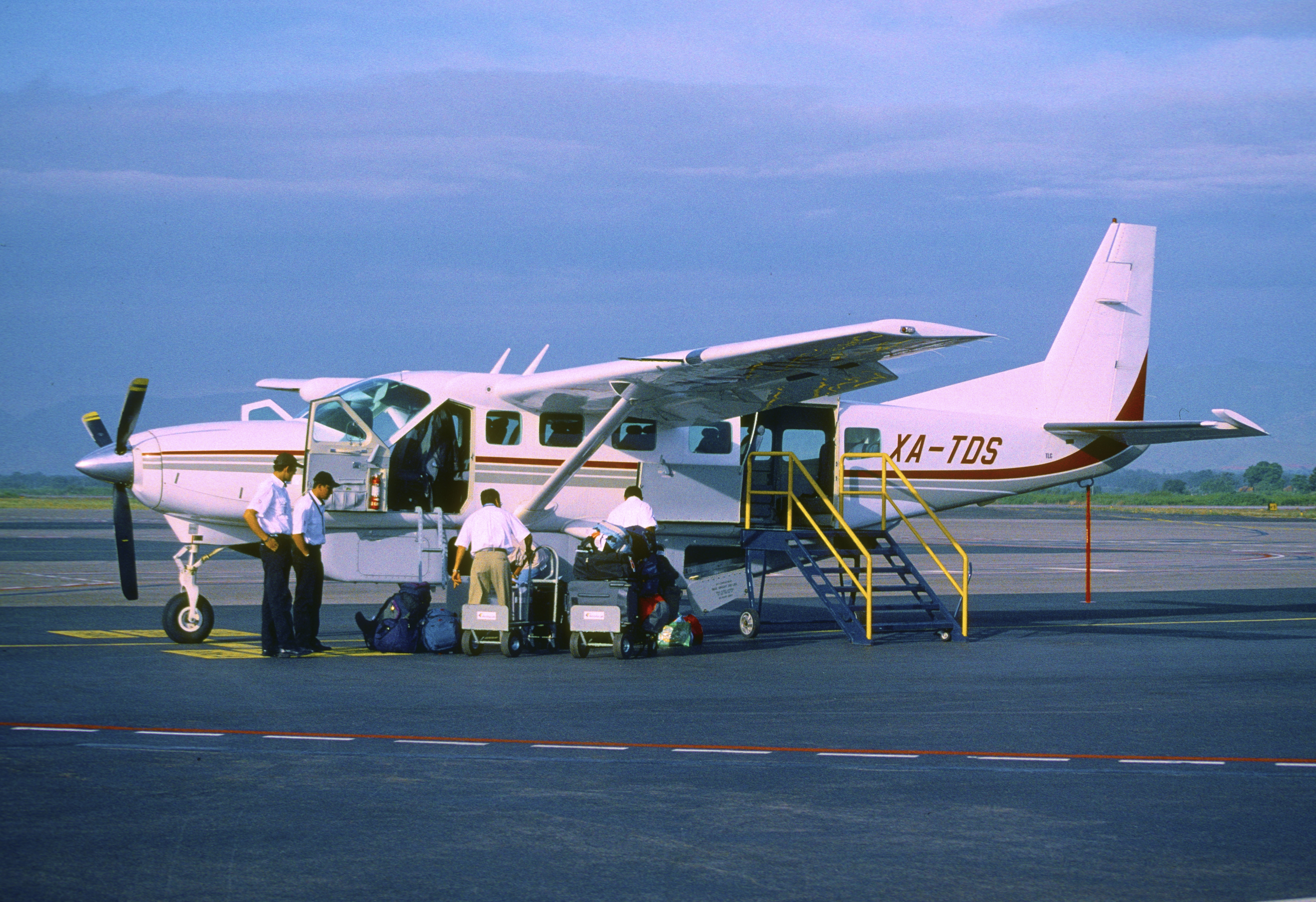
Cessna 208-B Grand Caravan (XA-TDS) de Aerotucán en el Aeropuerto de Puerto Escondido.

Aerotucán, S.A. de C.V. es una aerolínea mexicana basada en Oaxaca, Oaxaca, México fundada en el año 2001, y su aeropuerto principal es el Aeropuerto Internacional Xoxocotlán.

## Historia
La aerolína fue fundada en 2001 debido a la necesidad de conectar las zonas costeras de Oaxaca y Tuxtla Gutiérrez. Comenzó operaciones con un único Cessna 208 Caravan y actualmente opera rutas regulares y vuelos chárter en los estados de Oaxaca, Chiapas y Quintana Roo.

## Destinos
La aerolínea ofrece servicio a 4 ciudades mexicanas a través de 7 rutas:
|  | Centro de conexiones |
|  | Próximo destino      |
|  | De temporada         |
|  | Destino cancelado    |

## Flota
La flota de Aerotucán consta de 3 aeronaves.

## Accidentes e incidentes
- El 30 de octubre del 2006, una aeronave Cessna 208B Grand Caravan de Aerotucán con matrícula XA-UBL se estrelló en una laguna al intentar aterrizar durante una tormenta en el Aeródromo de Punta Pájaros en Quintana Roo. La aeronave había partido del Aeropuerto de Cancún, matando a los 14 ocupantes.[7]